# Donato Donati (calciatore)
Donato Donati (Romentino, 29 settembre 1913 – ...) è stato un calciatore italiano, di ruolo portiere.
Fratello maggiore di Giuseppe, era pertanto conosciuto anche come Donati I.

## Carriera
In gioventù milita nella Cartiera Italiana di Serravalle Sesia, fino al 1934.
Dopo gli esordi in Serie C con la Biellese, nel 1938 passa alla Pro Vercelli con cui debutta in Serie B nella stagione 1938-1939; disputa tre stagioni tra i cadetti per un totale di 54 presenze.